# Codex Palatinus germanicus 67

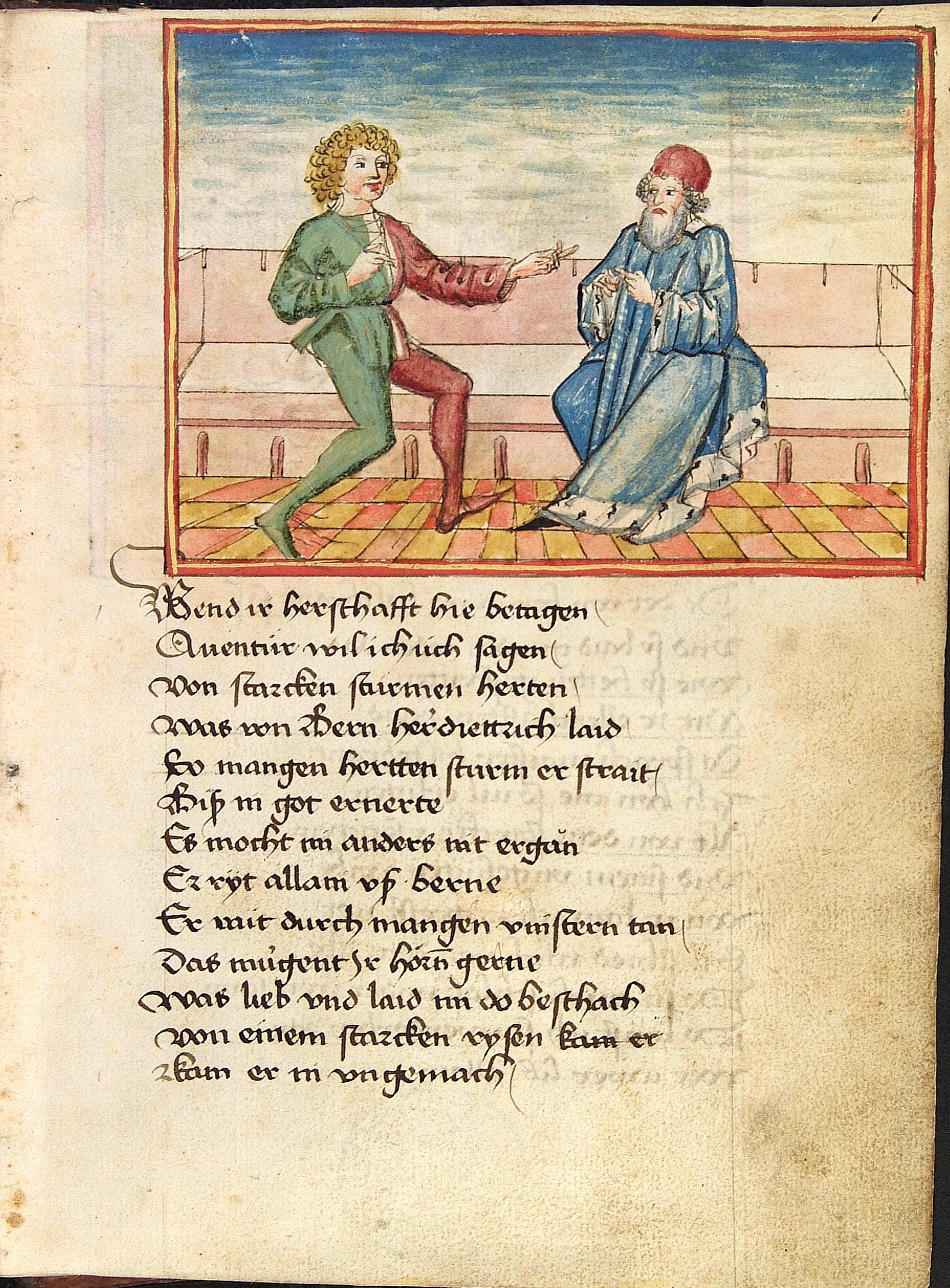
Cod. Pal. germ. 67, Blatt 1r: Sigenot – Erzähler und Zuhörer

Der Codex Palatinus germanicus 67 ist eine spätmittelalterliche Handschrift der ehemaligen Bibliotheca Palatina in Heidelberg. Der Codex gehört zu den Codices Palatini germanici, den deutschsprachigen Handschriften der Palatina, die seit 1816 in der Universitätsbibliothek Heidelberg aufbewahrt werden; Signatur der UB-Heidelberg und gängige fachwissenschaftliche Bezeichnung ist Cod. Pal. germ. 67 (Kurzform: Cpg 67).
Die Bilderhandschrift ist eine Abschrift des Jüngeren Sigenot, eines Heldenepos der mittelalterlichen Dietrichepik.
Das ungewöhnlich reich bebilderte Werk wurde um 1470 von der Werkstatt des Ludwig Henfflin angefertigt, vermutlich in Stuttgart.

## Beschreibung

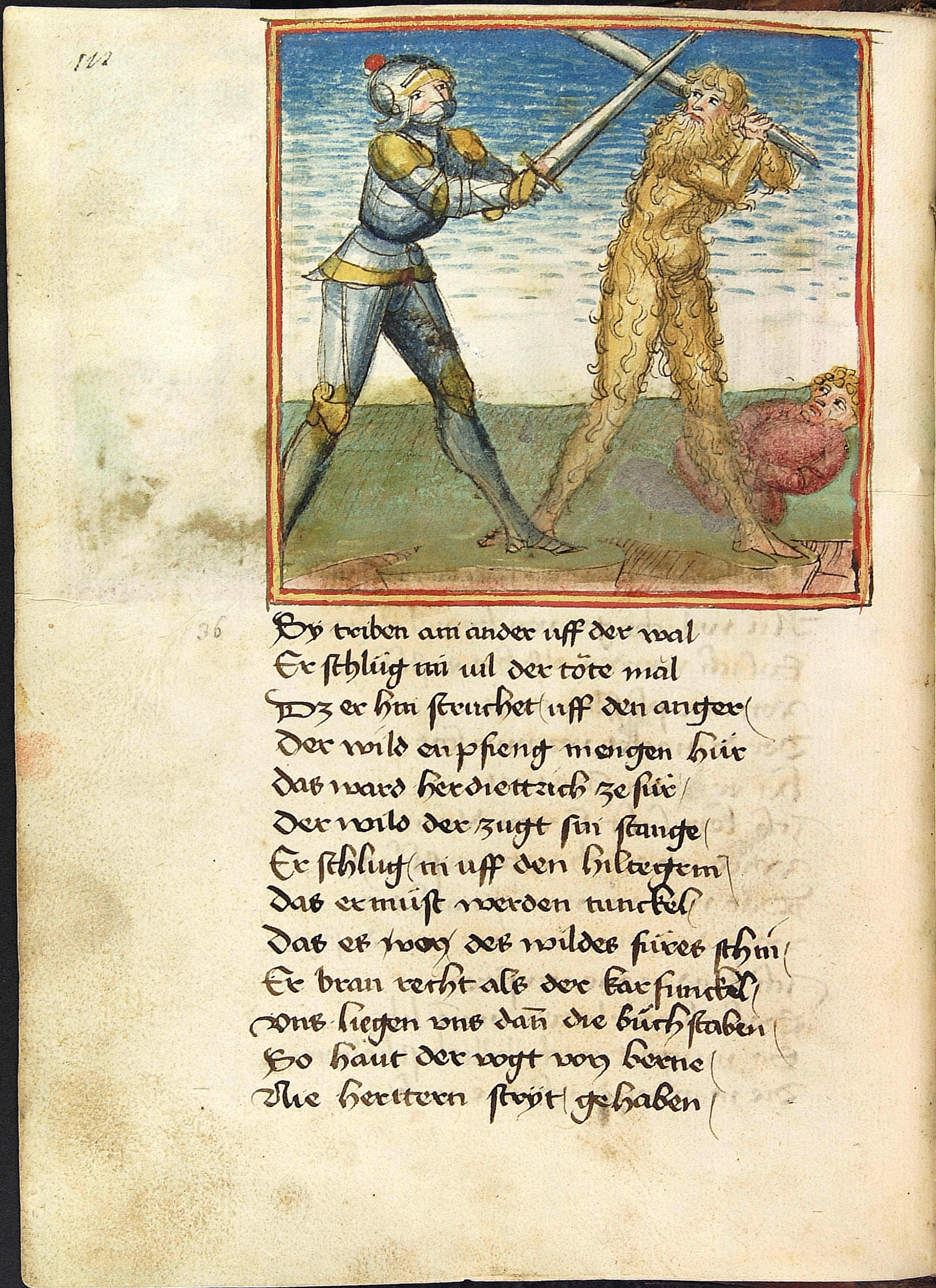
Cod. Pal. germ. 67, Blatt 18v: Sigenot – Dietrichs Kampf mit dem wilden Mann, am Boden gefesselt der Zwerg Baldung (Bild 7 von 14 dieser Kampfdarstellung)

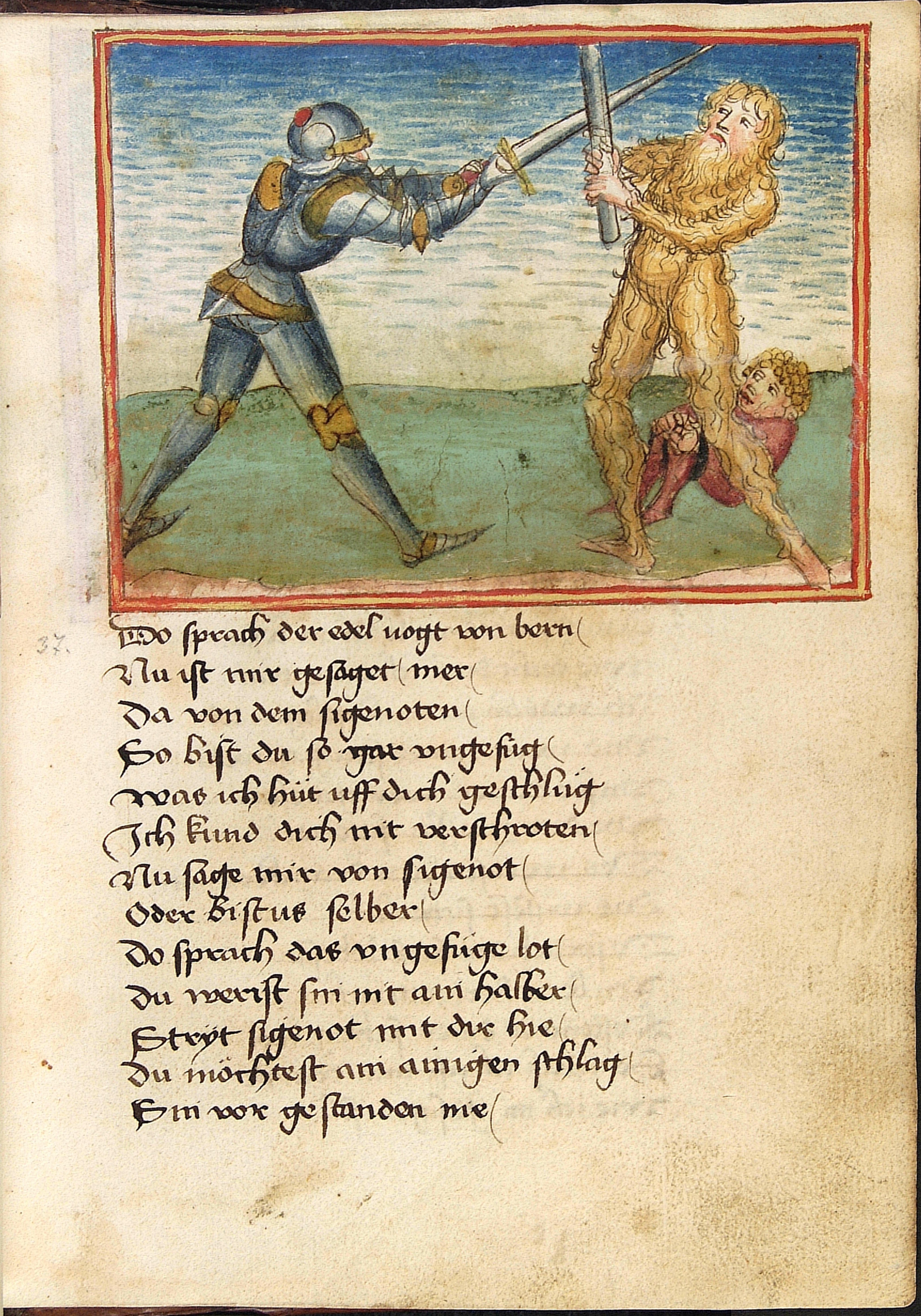
Cod. Pal. germ. 67, Blatt 19r: Sigenot – Dietrichs Kampf mit dem wilden Mann, am Boden gefesselt der Zwerg Baldung (Bild 8 von 14 dieser Kampfdarstellung)

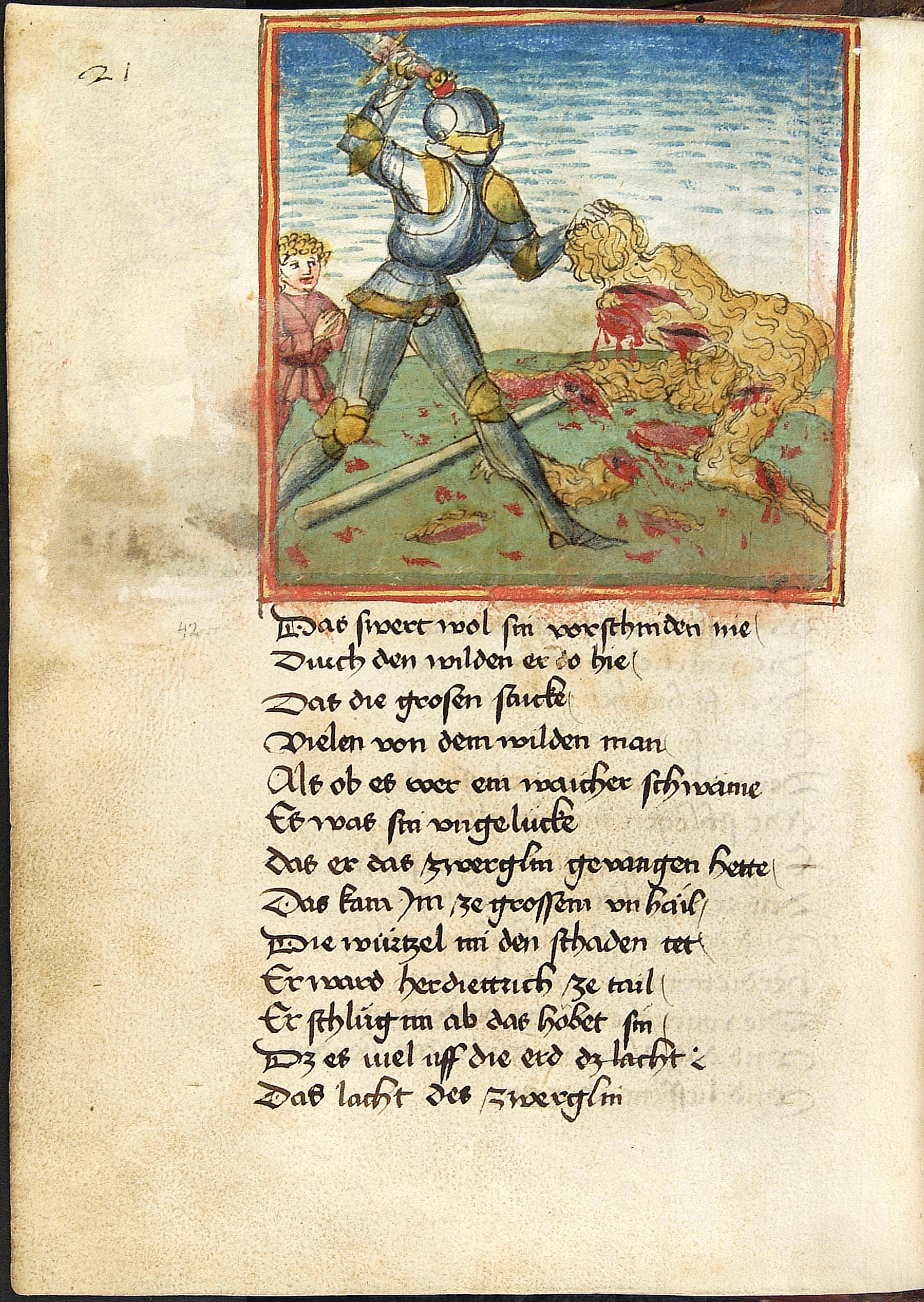
Cod. Pal. germ. 67, Blatt 21v: Sigenot – Dietrich schlägt dem wilden Mann die Arme ab, im Hintergrund applaudiert der Zwerg Baldung (Bild 13 von 14 dieser Kampfdarstellung)

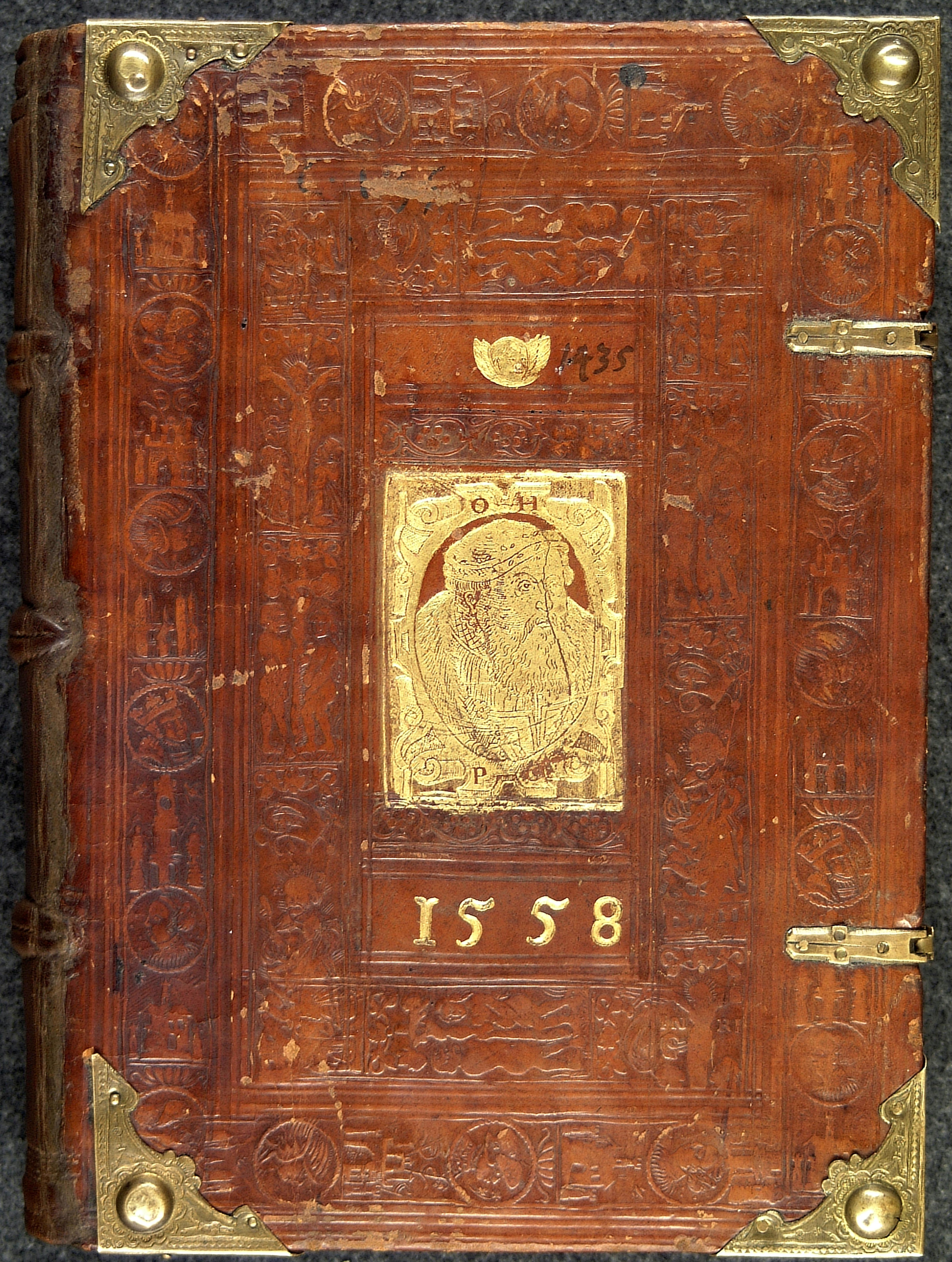
Cod. Pal. germ. 67, Ottheinrich-Einband, Vorderdeckel

Der Codex ist eine Papierhandschrift mit 106 Blättern. Die Foliierung des 17. Jahrhunderts wechselt ab Blatt 7 von den üblichen recto- auf die verso-Seiten. Im weiteren Verlauf wird sie fehlerhaft: ab Blatt 90 setzt die Zählung mit Blatt 41–51 fort, richtig wäre 91–101. Durchgezählt sind dabei die mit Text beschriebenen Blätter; die Blätter 1*–2* und 102*–104* tragen moderne Zählung.
Die Blattgröße der Handschrift beträgt 19,8 × 14,5 cm, dabei ist ein Schriftraum von 7,5–8 × 7,5–8 cm beschrieben mit 13 Zeilen pro Seite, teilweise ist ein mit Tinte vorgezeichnetes Zeilengerüst erkennbar. Der Text ist in Versen gefasst und nach jedem Vers umgebrochen, auf einer Seite findet sich dabei jeweils eine vollständige Strophe, geschrieben in einer Bastarda von einer Hand. Auf Blatt 96r findet sich unter dem Textblock ein zusätzlicher Kommentar derselben Hand: O schar o schar las, dahinter ein Zeichen, vermutlich ein Zahlzeichen. Blatt 102r* trägt den Schreibereintrag Lud.[wig] Hennfflin. Blatt 30r ist, bis auf die Anlage eines Illustrations-Rahmens in der oberen Hälfte der Seite, leer geblieben, ohne dass Text verloren ging. Abgesehen von den Illustrationen gibt es keine weiteren dekorativen Elemente.
Vor der Restaurierung der Handschrift 1962 durch die Stuttgarter Werkstatt von Hans Heiland litten alle Blätter unter starkem Zerfall an den grün eingefärbten Passagen der Miniaturen. Der „Instandsetzungsbericht“ des Restaurators, eingeklebt auf einem zusätzlichen Blatt vor dem Hinterspiegel, gibt Aufschluss über die Restaurierungsvorgänge: Demnach wurde bei jedem Blatt überzähliger Farbauftrag entfernt, die grün bemalten Stellen wurden auf den betroffenen Blättern durch Auftrag von Japanpapier und Leim geschützt. Außerdem wurden die Lagen neu geheftet, der Lederrücken wurde erneuert und zwei Riemenschließen wurden ergänzt.

### Miniaturen
Die Handschrift ist mit 201 kolorierten Federzeichnungen auffällig reichhaltig mit Miniaturen versehen; alle Darstellungen sind von einem Zeichner angefertigt, der seit Hans Wegeners (Beschreibendes Verzeichnis, 1927) Entdeckung des Zusammenhangs der Werkstatt-Henfflin-Handschriften Zeichner A genannt wird. Auf jedem der 101 Textblätter findet sich in der oberen Hälfte jeder Seite eine Bebilderung des jeweiligen Inhalts, d. h. jede einzelne Strophe des Versepos wurde illustriert: „eine unglaubliche Menge von Darstellungen“. Die Miniaturen zeigen in erster Linie Dialog- und Kampfszenen, damit genau das, was auch der Text aussagt.
Neben der schieren Menge der Illustrationen ist deren Anlage auffällig. Sie unterscheiden sich auf vielen Seiten nur minimal, in der Stellung der Beine oder der Haltung der Waffen in den Kampfszenen, in der Körperhaltung und der Gestik der Figuren in den Dialogszenen. Dies wurde in der älteren Forschung eher als Schwäche des Zeichners angesehen. Wegener urteilt 1927, dass die Qualität der Arbeiten des Zeichners insgesamt „recht unbedeutend“ ist, aus seiner Sicht sind die kolorierten Zeichnungen „sorgfältig, aber sehr temperament- und phantasielos“ ausgeführt, ihn überraschen „einzelne Szenen [...] durch die Primitivität der Darstellung“. Speziell die Illustration des Sigenot bewertet Wegener als „sehr gleichförmig und langweilig“.
Die neuere Forschung hebt dagegen den unterhaltenden Charakter der Bildfolgen und die Anschaulichkeit der Darstellungen aus der Werkstatt Henfflin hervor, sieht auch das Bemühen um Perspektive gegenüber früheren elsässischen Illustratoren und betont die Richtigkeit der Proportionen bei der Figurendarstellung. Nur die Mimik wird als „weitgehend ausdruckslos“ bezeichnet, häufig zeigen die Gesichter „eine nicht zum Text passende Fröhlichkeit“. Als Besonderheit der Zeichnungen wird außerdem deren moderner narrativer Charakter beschrieben und der Detailreichtum der Darstellungen. Der Illustrator der Werkstatt Henfflin entwarf regelrecht „Illustrationszyklen“ und bediente sich vielfach des Kunstgriffs der „simultanen Illustration“, indem er aufeinander folgende Situationen einer Geschichte in einer einzigen Darstellung parallel abbildete. Die Sigenot-Handschrift Cod. Pal. germ. 67 wird – gerade aufgrund der minimalen Änderungen der Darstellung und des häufig sehr gleichen Hintergrunds – zum „Daumenkino“, wenn man die Zeichnungen schnell hintereinander durchblättert, was durch die Digitalisierung der Handschrift ermöglicht wird.

### Einband
Der Einband ist ein typischer Ottheinricheinband in braunem Leder, mit blindgedruckten Rollenstempeln, Messingbeschlägen und Riemenschließen, angefertigt vermutlich von Jörg Bernhardt.
Auf dem Vorderdeckel findet sich eine vergoldete Platte mit dem Bildnis Ottheinrichs in einer Kartusche, in der oben das Namenskürzel O.H. (Ottheinrich) vermerkt ist und unten das Titelkürzel P.C. (Pfalzgraf, Churfürst). Oberhalb der Kartusche steht ein goldgeprägter Engelskopf, unterhalb die ebenfalls vergoldete Jahreszahl der Anfertigung des Einbands: 1558. Auf der gleichartig vergoldeten Platte auf dem Hinterdeckel steht in einer Kartusche das Wappen der Pfalz.

## Herkunft
Die Handschrift wurde um 1470 von der Werkstatt des Ludwig Henfflin produziert, wahrscheinlich in Stuttgart. Der sonst nicht bezeugte Schreiber Lud.[wig] Hennfflin nennt sich selbst am Ende der Handschrift (Blatt 102r*); nach diesem einzelnen Schreibereintrag wurde eine Werkstatt benannt, von der in der Sammlung der UB-Heidelberg neun Handschriften überliefert sind. Die Schreibsprache ist westschwäbisch.
Auftraggeberin war Margarethe von Savoyen (1420–1479), die in dritter Ehe mit Ulrich V. (1413–1480), Graf von Württemberg-Stuttgart, verheiratet war. Das einzige Kind aus ihrer zweiten Ehe mit dem pfälzischen Kurfürsten Ludwig IV. (1424–1449), Kurfürst Philipp von der Pfalz (1448–1508), erbte die Handschrift nach Margaretes Tod 1479. Damit gelangte die Handschrift aus Stuttgart nach Heidelberg und wurde später Teil der Bibliotheca Palatina.
Vermutlich entspricht Cod. Pal. germ. 67 einer Handschrift, die bei der Katalogisierung der älteren Schlossbibliothek 1556/59 verzeichnet wurde mit dem Katalogeintrag: Ris Signot geschriben papir mitt schönen figuren 1.4.10. Die Inhaltsangabe auf dem Vorderspiegel ist ein Eintrag des Bibliothekars Hermann Finke aus dem 20. Jahrhundert.
Wie die anderen Handschriften der kurfürstlich-pfälzischen Bibliotheken kam der Codex nach der Eroberung der Kurpfalz im Dreißigjährigen Krieg 1622 nach Rom in den Besitz der Vatikanischen Bibliothek und wurde mit den anderen deutschsprachigen Beständen der Palatina im Rahmen der Regelungen während des Wiener Kongresses erst 1816 nach Heidelberg zurückgeführt.

## Inhalte
Die Handschrift gehört zur Überlieferung des Sigenot, eines Versepos um den sagenhaften Kampf des Helden Dietrich von Bern mit dem Riesen Sigenot:
Dietrich erfährt im Gespräch mit seinem alten Kampfgefährten Hildebrand von dem schrecklichen Riesen und macht sich entgegen Hildebrands Ratschlag umgehend auf, Sigenot zu suchen und ihn zum Kampf herauszufordern. Anschließend schildert das Epos vier Kämpfe der Helden (in Klammern jeweils die Blattnummer in Cod. Pal. germ. 67), unterbrochen von langen Gesprächspassagen:
- Dietrich kämpft, um den Zwerg Baldung zu befreien, gegen einen Wilden Mann und besiegt ihn (Blätter 15v–22r),
- Dietrich kämpft gegen Sigenot, wird seinerseits von dem Riesen besiegt, gefesselt und in eine Schlangengrube geworfen (Blätter 30v–59r),
- Hildebrand kämpft gegen Sigenot, wird ebenfalls besiegt und gefesselt (Blätter 69r–81r), kann sich aber befreien, und
- Hildebrand kämpft erneut gegen Sigenot, kann diesen schließlich besiegen und erschlagen (Blätter 84r–92v).

Anschließend befreit Hildebrand Dietrich aus der Schlangengrube und die beiden Helden reiten nach Hause.
Strophenform des Textes ist der sogenannte Bernerton, eine 13-zeilige Strophe mit komplexen Reimbindungen und einer Waise im zwölften Vers. Der Text geht auf eine nicht erhaltene Vorlage zurück, die vermutlich vor dem Ende des 13. Jahrhunderts im schwäbisch-alemannischen Raum entstand; der Verfasser ist unbekannt. Aus dieser Vorlage entwickelten sich zwei erhaltene Fassungen des Epos, eine kürzere Fassung mit 44 Strophen, der sogenannte Ältere Sigenot, und eine Langfassung mit etwa 200 Strophen, als Jüngerer Sigenot bezeichnet. Die letztgenannte Fassung ist in acht Handschriften, darunter in Cod. Pal. germ. 67 mit 201 Strophen, und mehr als 20 Drucken überliefert. Die Miniaturen von Cod. Pal. germ. 67 wurden vermutlich zur Vorlage der Holzschnitte im ältesten überlieferten Druck des Werks, der 1487 in Augsburg beim Drucker Johann Bämler angefertigt wurde.
Das Werk wird von der modernen Literaturwissenschaft als künstlerisch minderwertig angesehen, war aber – ganz abgesehen von den Handschriften – quasi ein Bestseller der spätmittelalterlichen Buchproduktion, es wurde bis weit ins 17. Jahrhundert immer wieder nachgedruckt und ist, gemessen an der Zahl der Überlieferungen, das erfolgreichste Werk der Dietrichepik.